# Lea Michele
Lea Michele Sarfati (Nova York, 29 d'agost de 1986) és una actriu, autora i cantautora estatunidenca, coneguda pel seu paper principal com a Rachel Berry a la cadena Fox de la comèdia-drama de la sèrie Glee (2009-2015). Va debutar a Broadway des dels vuit anys, en musicals com Les Miserables i Spring Awakening. Tot i participar en musicals i sèries de televisió, ha llençat el seu primer àlbum en solitari, Louder i també l'àlbum "Places".

## Inicis i educació
Lea Michele Sarfati va néixer al Bronx, Nova York. Tot i que va viure des dels quatre anys a la part més suburbana de Tenfly, Nova Jersey. La família tenia també un apartament a Manhattan on van viure quan actuava a Broadway.
Michele era l'única filla d'Edith Thomasina, infermera retirada, i de Mark David Sarfati, restaurador. Vivia endinsada en una barreja de religions i cultures. La seva mare era d'origen italià, però de nacionalitat estatunidenca i era catòlica, mentre que el seu pare era un jueu sefardí que tenia antecedents grecs. Michele va ser criada en la cultura catòlica i va declarar que el seu pare, "amb molt de gust", acompanyava la seva mare i a ella a l'església cada diumenge. Actualment es desconeix si ella continua practicant la religió catòlica. Quan Michele tenia 19 anys van detectar un càncer d'úter a la seva mare Edith, la qual va rebre tractament en el Memorial Sloan Kettering Cancer Center a la ciutat de Nova York.
Michele va estudiar a l'escola primària Rockland Country Day School a Congers, Nova York. En la seva etapa de secundària, és a dir el High School, Michele va assistir a Tenafly High School a Nova Jersey. Michele sempre deia que ella era "la menys guai dels nens", però en realitat tots deien que era "amiga de tothom". Va participar en la coral de l'escola, va jugar en l'equip de voleibol i va ser membre de l'equip de debat. Durant els seus tres primers anys de l'escola no va assistir a cap audició per a papers de Broadway per a concentrar-se en la seva educació. Michele va declarar: "he treballat des que tenia 8 anys fins als 14 anys, així que m'agradaria tenir una mica de descans i obtenir una bona educació". Durant els anys següents va poder combinar els musicals i l'estudi amb una feina a temps parcial a la botiga de roba bat mitzvah dress shop. Després d'aquesta experiència va ser acceptada a la Universitat Tisch School d'arts a Nova York, tot i que continuava treballant professionalment als escenaris.

## Carrera professional

### 1995-2008: Inicis als escenaris
Quan Lea Michele era una nena, amb 8 anys, va presentar-se a un càsting per a un musical. Li van donar un paper i dos mesos després ja actuava com a protagonista a Broadway. L'any 1995 va tornar a debutar a Broadway com a substituta del paper de Young Cosette de la producció original Les Misérables de Nova York. Va ser llavors que va adoptar el nom artístic de Lea Michele. Després d'aquest paper a Les Miserables es va presentar als càstings del musical Ragtime al 1998, i al 2004 en el musical de Broadway Fiddler on the Roof.
Als catorze anys, Michele va rebre el paper de Wendla en la versió del musical de Steven Sater i Duncan Sheik's de l'Spring Awakening, que va tornar a protagonitzar a Broadway quan tenia vint anys. Més tard va ser nominada al premi de Drama Desk Award per la seva representació al Spring Awakening. Al cap de dos anys fent el paper va decidir marxar en busca de noves oportunitats amb el seu bon amic i co-estrella Jonathan Groff.

### 2009-2015: Glee i els grans èxits
L'any 2009 Michele va rebre el paper de Rachel Berry, la cantant estrella, en el gran èxit de la cadena Fox, Glee. En el càsting, el creador de la sèrie Ryan Murphy, va buscar actors que poguessin identificar-se amb els papers. En lloc d'utilitzar les trucades tradicionals de càsting, va passar-se tres mesos a Broadway, on va trobar Michele. El paper de Rachel va ser escrit específicament per a ella. Michele va decidir agafar el paper per la gran caracterització de Rachel Berry, i va dir: "Rachel Berry no només és una cantant sinó que té un molt bon cor — i crec que és el que necessitem a la televisió, un espectacle que ple d'amor sense deixar de ser divertit. S'envia un missatge increïble per als nens sobre les arts i sobre ser tu mateix ".
Des de l'estrena de la sèrie, el 19 de maig de 2009, Lea no va parar de rebre bones crítiques i aclamacions del públic per les seves actuacions en l'espectacle. Va rebre el premi Satellite 2009 a la Millor Actriu en una Sèrie de Comèdia o Musical, i més tard va obtenir un Screen Actors Guild Award. Va rebre múltiples premis, entre els quals més d'un Globus d'Or, premis Emmy i Teen Chocie Award.
El maig del 2010, Michele i els actors de Glee van anar de gira pels Estats Units actuant a Phoenix, Los Angeles, Chicago i la ciutat de Nova York. Van allargar la gira a vint-i-dues actuacions per Amèrica del nord, Anglaterra i Irlanda. La gira va ser rebuda amb crítiques majoritàriament positives. A l'octubre de 2010 Michele, juntament amb Matthew Morrison, van realitzar una actuació en la celebració del 35è aniversari de The Rocky Horror Picture Show, ella com a Janet Weiss i ell com a Brad Majors.
El febrer de 2011 Michele va cantar "My Man", de la pel·lícula Streisand Funny Girl, en honor de Barbra Streisand en el premi de The Grammys' MusiCares Person of the Year a Los Angeles. Abans de la Super Bowl XLV, el 6 de febrer de 2011, Michele va interpretar "America the Beautiful" amb la Força Aèria dels Estats Units.
Michele va fer el seu debut al cinema el 2011, en la comèdia romàntica New Year's Eve, dirigida per Garry Marshall. Just després va ser la veu del personatge Dorothy Gale de la pel·lícula d'animació Les Llegendes d'Oz: El retorn de Dorothy. Després de molts retards, la pel·lícula es va estrenar als cinemes d'Amèrica del Nord el 2014.

### 2012-actiualitat: Louder, llibres iScream Queens
L'Octobre de 2012, Michele va començar a gravar les cançons del seu primer àlbum en solitari, Louder. Va ser un procés lent i llarg que va durar més d'un any. El desembre de 2013 va ser publicat el nou àlbum amb el senzill "Cannonball" com a tema estrella. Va ser un àlbum d'estil pop/ rock. Va cantar "Cannonball" en viu i per primera vegada al show The Ellen DeGeneres el mateix mes de desembre. El disc va resultar ser tot un èxit aconseguint vendre més de 51.000 còpies i col·locant-se en la posició 75 en la llista Billboard Hot 100.
El tema "If you say so" va ser l'última cançó escrita del disc Louder, Michele i Sia Furler eren coautores de la cançó. Michelle va dedicar la cançó a la seva parella i co-star Cory Monteith, que va morir després de l'enregistrament de les primeres cançons.
El maig 2013, es va anunciar que Michele havia signat un acord amb Harmony Books i Random House per a escriure el llibre "Brunette Ambition". Aquest llibre ofereix la perspectiva d'escenes íntimes darrere l'escenari, i un viatge per la seva vida personal i professional. Va escriure aquest llibre perquè moltes dones joves poguessin tenir un model de vida orientat a la bellesa, la moda, i al fitness, a més en el llibre es donen consells de carrera. El llibre va ser llançat el 20 de maig de 2014. Va tenir molt èxit, va ser el número 9 de la llista Nonfiction Best Seller dels EUA. Una setmana després del seu llançament el llibre va aparèixer a la llista del New York Times Best Seller, col·locant-se en el número 3. El seu segon llibre, va ser llançat el 22 de setembre de 2015 també per Random House titulat "You First: Your Way to Your Best Life".
Al 2014 Lea va fer la veu del personatge Pinki en la pel·lícula d'animació "Bollywood Superstar Monkey". A principis del 2015 es va anunciar que Michele havia començat assajar el paper principal de la sèrie de comèdia i terror Scream Queens, protagonitzada al costat de Jamie Lee Curtis i Emma Roberts. La sèrie es va estrenar a Fox el 22 de setembre de 2015. El 15 de març de 2016, Michele va cantar juntament amb vuit cantants més "This is for my Girls", escrita per Diane Warren, per un concert benèfic a favor de les dones a la casa blanca per encàrrec de Michelle Obama.
Michele va començar a gravar el seu segon àlbum d'estudi a l'abril de 2015. Va declarar que l'àlbum seria menys influenciat pel pop i que tornaria a les seves arrels, amb un so mes teatral. L'àlbum va ser acompanyat per una gira.

## Habilitat artística

### Influències
Una de les figures més influents de la vida de Lea Michele va ser Barbra Streisand, la citava com "el seu model a seguir". Des de molt petita mirava les seves pel·lícules juntament amb la seva mare, i fins i tot va dedicar-li un capítol en el llibre "Brunette Ambition". L'actriu i cantant Audra McDonald també va ser molt influent per Michele. Segons Lea "Audra i Barbra són probablement les millors cantants del món". Va aprendre com escalfar, com respirar i com cuidar-se la veu gràcies a elles. A part d'aquestes dues estrelles de l'escenari, altres cantants i actrius com Natalie Wood, Alanis Morissette o Céline Dion van influenciar en la vida de Lea Michele.

### Veu
Lea és considerada pels crítics com una de las millors veus d'aquesta generació per les seves capacitats vocals i la seva versatilitat a l'hora de cantar. El seu registre vocal abasta tres octaves, sis tons i un semitò. Té un timbre de veu de soprano. La seva tècnica vocal és pràcticament perfecta, amb un gran suport el diafragma, un gran ús dels ressonadors corporals i un gran control de la respiració, que li permet sostenir prolongades notes en el temps. La seva veu és lleugera i melòdica, és capaç d'arribar a notes molt altes amb facilitat.

## Premis
| ANY  | PREMI                              | CATEGORIA                                                     | TREBALL                         | RESULTAT   |
| ---- | ---------------------------------- | ------------------------------------------------------------- | ------------------------------- | ---------- |
| 2007 | Broadway.com Audience Award        | Actriu principal en un musical                                | Spring Awakening                | nominada   |
| 2007 | Broadway.com Audience Award        | Millor actuació femenina                                      | Spring Awakening                | guanyadora |
| 2007 | Broadway.com Audience Award        | Millor actuació amb parella a l'escenari (amb Jonathan Groff) | Spring Awakening                | guanyadora |
| 2007 | Drama Desk Award                   | Millor actriu                                                 | Spring Awakening                | nominada   |
| 2008 | Grammy Award                       | Millor àlbum de teatre musical                                | Spring Awakening                | guanyadora |
| 2009 | Satellite Award                    | Millor actriu de sèrie de comèdia o musical                   | Glee                            | guanyadora |
| 2010 | Golden Globe Award                 | Millor actriu de sèrie de televisió de comèdia o musical      | Glee                            | nominada   |
| 2010 | Screen Actors Guild Award          | Millor repartiment de televisió de comèdia                    | Glee                            | guanyadora |
| 2010 | Satellite Award                    | Millor actriu de comèdia o musical                            | Glee                            | nominada   |
| 2010 | Primetime Emmy Award               | Millor actriu de sèrie de comèdia                             | Glee                            | nominada   |
| 2010 | Victoria's Secret Sexiest 2010     | El somriure més sexy                                          | Glee                            | guanyadora |
| 2011 | Golden Globe Award                 | Millor actriu de sèrie de televisió de comèdia o musical      | Glee                            | nominada   |
| 2011 | Teen Choice Award                  | Sèrie de TV: Comèdia                                          | Glee                            | guanyadora |
| 2011 | Screen Actors Guild Award          | Millor repartiment de televisió de comèdia                    | Glee                            | nominada   |
| 2012 | People's Choice Award              | Actriu preferida de comèdia-TV                                | Glee                            | guanyadora |
| 2012 | Teen Choice Award                  | Actriu de TV: Comèdia                                         | Glee                            | guanyadora |
| 2012 | Teen Choice Award                  | Sèrie de TV: Comèdia                                          | Glee                            | guanyadora |
| 2012 | Screen Actors Guild Award          | Millor repartiment de televisió de comèdia                    | Glee                            | nominada   |
| 2012 | Do Something Awrds                 | Millor actriu                                                 | Glee                            | guanyadora |
| 2012 | UK Glamour Women of the Year Award | Millor actriu de l'any TV de US                               | Glee                            | guanyadora |
| 2013 | People's Choice Award              | Actriu preferida de comèdia-TV                                | Glee                            | guanyadora |
| 2013 | Teen Choice Award                  | Sèrie de TV: Comèdia                                          | Glee                            | guanyadora |
| 2013 | Teen Choice Award                  | Actriu de TV: Comèdia                                         | Glee                            | guanyadora |
| 2013 | Screen Actors Guild Award          | Millor repartiment de televisió de comèdia                    | Glee                            | nominada   |
| 2014 | People's Choice Award              | Actriu preferida de comèdia-TV                                | Glee                            | nominada   |
| 2014 | World Music Award                  | Millor actriu femenina                                        | Glee                            | nominada   |
| 2014 | World Music Award                  | Millor actuació en viu                                        | Glee                            | nominada   |
| 2014 | World Music Award                  | Millor àlbum                                                  | Louder                          | nominada   |
| 2014 | World Music Award                  | Artista de l'any                                              | -----                           | nominada   |
| 2014 | E! Best. Ever. TV Awards           | Millor actriu en una comèdia                                  | Glee                            | guanyadora |
| 2015 | Behind the Voice Actros Award      | Millor interpretació vocal femenina en una peli·lícula        | Legends of Oz: Dorothy's Return | nominada   |
| 2016 | Step Up's Inspirations Award       | Inspiradora                                                   | Lea Michele                     | guanyadora |